# Pasokificação
Pasokificação ou pasoquificação (do inglês: Pasokification) é um termo usado para descrever o declínio de partidos de centro-esquerda e social-democratas e o subsequente crescimento de partidos de extrema-esquerda e extrema-direita na Europa no século XXI.
O termo é originário da sigla PASOK, sigla do movimento socialista pan-helênico, partido social-democrata que governou a Grécia de 2009 até 2012, quando foi derrotado de maneira ríspida nas eleições que se seguiram, perdendo grande parte das cadeiras que controlava no parlamento, ficando com apenas 17 cadeiras.
Essa derrota foi consequência da grave crise económica que afetou a Grécia a partir de 2008.
Desde então, inúmeros partidos de centro-esquerda europeus andam passando por declínios semelhantes, em parte causado pela crise econômica europeia e pela crise de refugiados.
Fora da Europa, outros fenômenos também têm sido observados, como a onda conservadora, na América Latina, e o declínio contínuo do Congresso Nacional Indiano, partido que dominou a Índia por grande parte do século XX e que vem obtendo resultados medíocres nas últimas eleições indianas.

## Exemplos
- Partido Social-Democrata Tcheco: era o 2º maior partido da República Tcheca até ser derrotado nas eleições tchecas de 2017, como consequência de escândalos de corrupção e da crise de refugiados.
- Partido Socialista (França): governou a França de 2013 até 2017, quando foi derrotado nas eleições de 2017 por consequência dos ataques de novembro de 2015 em Paris e da crise de refugiados.[4]
- Partido Socialista Húngaro: governou a Hungria de 2003 até 2009, quando foi derrotado nas eleições de 2009 pelo Fidesz, liderado por Viktor Orbán, como consequência de escândalos de corrupção.
- Partido do Trabalho (Países Baixos): era o maior partido de oposição dos Países Baixos, até perder 80% das cadeiras que tinha no parlamento nas eleições de 2017 e ser ultrapassado pelo Partido para a Liberdade de Geert Wilders e pela Esquerda Verde.
- Partido Democrático (Itália): governou a Itália de 2013 até 2018, quando foi derrotado nas eleições de 2018, como consequência da crise de refugiados.
- Aliança da Esquerda Democrática: Fez parte da coalizão do governo da Polônia de 2001 até 2007,até ser derrotado nas eleições polonesas de 2007, ficando em terceiro lugar nas eleições de 2011 e perdido todas as cadeiras que possuía no parlamento polonês em 2015.